# Strong Arm Steady

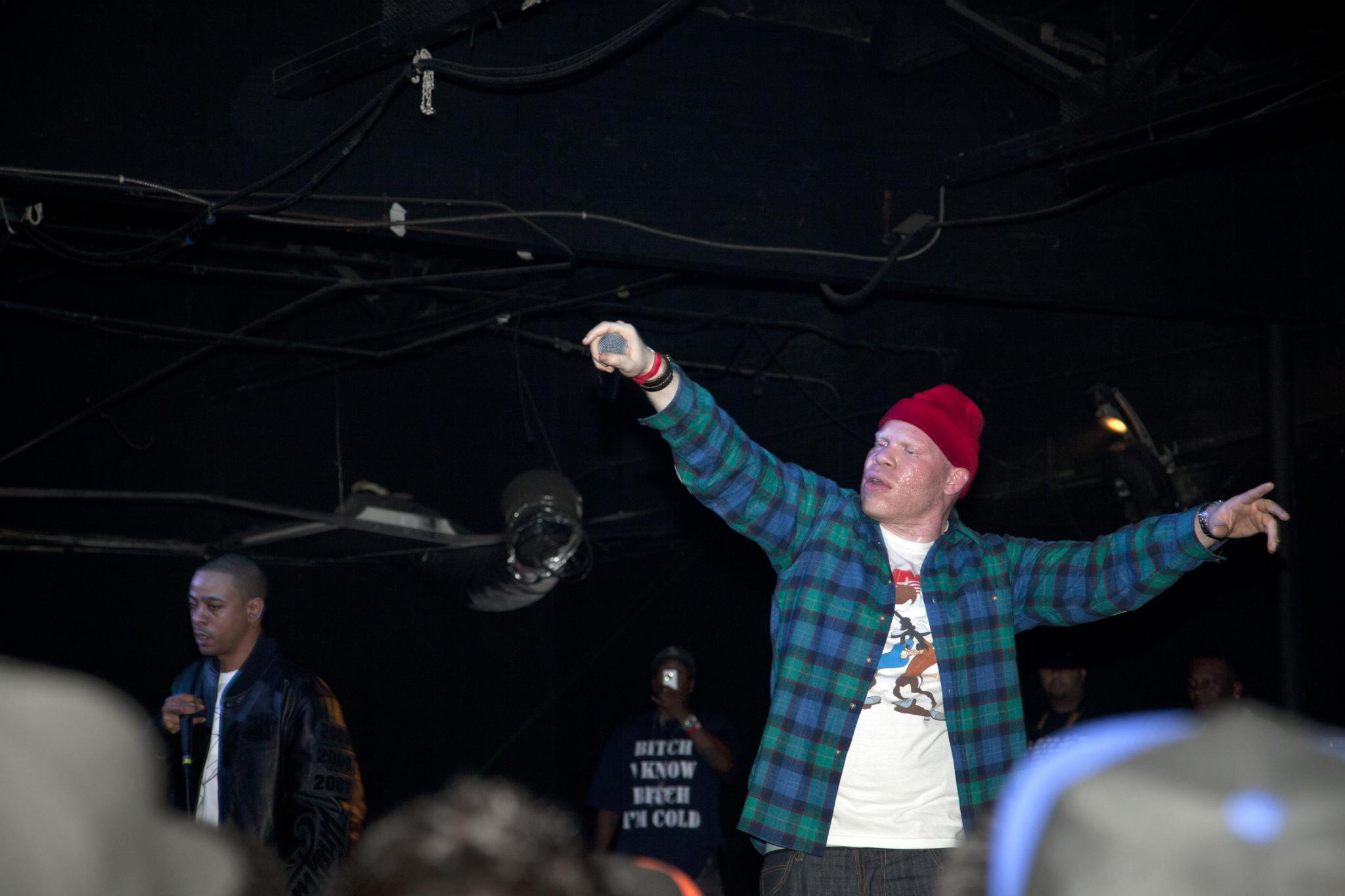
Strong Arm Steady

Strong Arm Steady ist eine US-amerikanische Rap-Gruppe aus Kalifornien. Die Gruppenmitglieder sind Mitchy Slick, Phil the Agony und Krondon.

## Werdegang
Unter der Führung von Xzibit wurde die Gruppe um die Zeit nach der Veröffentlichung des Albums Man Vs Machine nach und nach zusammengestellt. Sofort begannen sie dann damit eine extreme Anzahl von Mixtapes zu veröffentlichen, um sich so einen Namen zu machen, was vor allem in der Gegend um Los Angeles gut funktionierte.
Um auch außerhalb dieses Gebiets bekannter zu werden, veröffentlichten sie 2004 eine DVD, auf der die Gruppe quasi vorgestellt wurde und auf der man Ausschnitte von Auftritten und Studioaufnahmen zu sehen bekam. Enthalten war außerdem die Single Get Your Bars Up und ihre erste CD, eine Art Best-of der bisherigen Mixtapes.
Daraufhin sollte das Debütalbum Arms & Hammers über Xzibits Label Open Bar Entertainment erscheinen, jedoch wollten die restlichen Gruppenmitglieder zu Talib Kwelis Label Blacksmith Music, sodass sich Xzibit von der Gruppe trennte und Mitchy Slick, Phil the Agony und Krondon allein als Strong Arm Steady dort unter Vertrag genommen wurden. 2007 veröffentlichten Strong Arm Steady Deep Hearted, das laut Krondon nicht das Debütalbum darstellt, sondern eine Kompilation, die zeigen sollte, wie die Gruppe mit anderen Künstlern zusammen arbeitet. Dennoch wurde eine Single ausgekoppelt – One Step mit einem Gastauftritt von Talib Kweli – zu der auch ein Musikvideo veröffentlicht wurde. Ein weiteres Video folgte 2008, gedreht für die erste Single von Arms & Hammers, Can’t Let It Go. Vor der Veröffentlichung des Albums erschien jedoch zunächst ein weiteres Mixtape, präsentiert von Talib Kweli und Clinton Sparks. Zu dem darauf enthaltenen Lied Black History (mit Planet Asia, Chace Infinite & Affion Crockett) wurde ebenfalls ein Video gefilmt.

## Diskografie

### Alben
- 2005: The Collector's Edition, Vol. 1
- 2007: Deep Hearted
- 2009: In Search of Stoney Jackson
- 2010: In Search of Stoney Jackson (Instrumentals)
- 2011: Arms & Hammers
- 2012: Stereo Type mit Statik Selektah

### Singles
- 2005: Get Your Bars Up
- 2007: One Step
- 2008: Night After Night
- 2008: Can’t Let It Go
- 2010: One Point
- 2010: Make Me Feel
- 2011: Trunk Music
- 2012: Classic

### Mixtapes (Auswahl)
- 2006: Strong Arm Radio: Klack Music
- 2009: Gang Mentality